# Герижван-Латій Іван Григорович
Герижван-Латій Іван Григорович
Майстер бандур. Бандури зберігаються в Музей кобзарства Криму та Кубані при Кримському державному гуманітарному інституті.
Зберігається бандура 1914 р. (Макстер народився 2-гій пол. XIX ст. українсько-молдавське село Дмитрівка на Бузі, Херсонської губернії. - І пол. XX ст., очевидно, там само).
| українська персоналія | Це незавершена стаття про особу, що має стосунок до України. Ви можете допомогти проєкту, виправивши або дописавши її. |